# Tysta leken
Tysta leken är en lek där man iakttar tystnad. Leken lämpar sig för två personer eller fler.
Leken går ut på de deltagande ska iaktta tystnad, och den som är tyst längst vinner. Vanligtvis inleds den med frasen "tysta leken börjar nu". Den lämpar sig för resor eller andra tillfällen då man vill ha en lugn stund.